# Willem Merckelbach
Willem Joseph Hubert Maria Merckelbach (Maastricht, 26 oktober 1904 – Den Haag, 24 november 1975) was een Nederlands politicus.
Hij werd geboren als zoon van Joseph Mathias Maria Hubertus Merckelbach (1861-1926; notaris en Tweede Kamerlid) en Catharina Josephina Maria Elisabeth Anna Prinzen (1878-1947). Hij is in 1932 afgestudeerd in de rechten aan de Katholieke Universiteit Nijmegen en vestigde zich daarna als advocaat in Maastricht. Het jaar erop trouwde hij met Maria Henrica Elisabeth Truijen (1910-1994); dochter van het toenmalig Tweede Kamerlid Pieter Willem Hendrik Truijen. Enkele jaren later ging hij als volontair werken bij de gemeentesecretarie van Geleen. Begin 1939 werd hij, net als anderen uit het geslacht Merckelbach voor hem, burgemeester van Wittem. Eind 1941 volgde ontslag  waarop Wittem een NSB-burgemeester kreeg. Na de bevrijding in 1944 keerde Merckelbach terug in zijn oude functie. Daarnaast was hij lange tijd voorzitter van het Limburgse Groene Kruis. Hoewel hij eigenlijk tot zijn 65e wilde aanblijven als burgemeester van Wittem zat dat er niet in en werd hem in oktober 1967 ontslag verleend. Acht jaar later overleed hij op 71-jarige leeftijd.